# Yolandita Monge
Yolanda Monge Betancourt (Trujillo Alto, Puerto Rico; 16 de septiembre de 1955), más conocida 
artísticamente como Yolandita Monge, es una cantautora y música puertorriqueña.

## Biografía
Hija de Delia Betancourt y Héctor Monge, ambos puertorriqueños de ascendencia canaria y francesa.
Su primera prueba como cantante fue siendo una niña en 1966 en un concurso de radio, Tribuna del arte, En 1969 grabó sus primeros temas bajo el sello discográfico "Patty", entre ellos "El Resfriado ("El Achús").
En 1970, lanzó al mercado su primera producción musical: Puerto Rico's Poignant... Powerful... Incomparable: Yolandita Monge (Patty Records). Inmediatamente la radio comenzó a difundir sus primeros aciertos con los temas: "Las olas", "Mi juramento" y "El resfriado". Popularizó en las ondas radiales éxitos como "Dos Caminos Diferentes", "Palabras de amor", "No vale nada", "Recuérdame",  "Siempre fuimos compañeros", "Vete de aquí", "Por qué, papá" y "La voz del silencio".
En 1975 grabó el éxito "Cierra los ojos y juntos recordemos" del disco: Floreciendo!. Este disco la llevó al éxito internacional. Ya al final de los 1970s también empezó a participar en telenovelas y sus canciones como "Amor Mío", "Vete de Aquí", "La Voz del Silencio", "Páginas del Alma", "Estoy Celosa", "Yo Soy Una Más" y "No Te Odiaré" se convirtieron en éxitos.
En 1979 grabó el disco Estilo y Personalidad en cual desfilaron éxitos como "Vida", "Estoy Celosa", "No te Odiaré", "Por qué diste vuelta la cara". Con la versión al español de la balada italiana "Vida" (1979) versión al español realizada por Tite Curet Alonso (autor puertorriqueño) se hace conocer  fuera de su país.
En 1980 grabó el disco Fantasía producido por Pepe Luis Soto y en esa misma década también grabó con CBS Internacional temas como "Al ritmo de la fantasía", "Sola", "La distancia", "Acéptame tal como soy" y "Tanto amor".
En 1983 ganó el Festival de la canción de Buga, Colombia, con el tema de su autoría "Sí". 
En 1985 grabó el disco Luz de Luna. Los temas musicales "Te veo pasar", "Señor del pasado". "Por ti, Por él" y "El poder del amor" de inmediato conquistaron el corazón del público.
En 1986 se presenta por primera vez en el Centro de Bellas Artes (CBA) Luis A. Ferré en San Juan, Puerto Rico con el concierto "Yolandita Monge - Sola en Bellas Artes".
Su posterior producción Laberinto de Amor (1987) se convirtió en Disco de Oro y Platino. Cosecha nuevos éxitos con los temas "Ahora, ahora", "Contigo", "Amándote" y "Eres mágico" así como recibe su primera nominación al premio "Grammy" en la categoría latina.
Luego realizó tres funciones en el "Teatro Puerto Rico" en Nueva York (16, 17, 18 de octubre de 1987), éste espectáculo quedó grabado en el disco: Nunca de diré adiós/En Concierto. "Nunca te diré adiós" fue el tema de la telenovela puertorriqueña Ave de paso en la cual Yolandita participó como actriz y cantante. En este disco incluyó canciones inéditas como "He vuelto", "Le Lo Lai" y "Escenario".
En 1988 su disco Vivencias incluye éxitos como "Quítame Ese Hombre del Corazón", "Débil", "Por ti", "Acaríciame", "Borinqueña", "Todo A Pulmón", "Cuando termina un amor" y "Este amor que hay que callar". Ganó Discos de Oro y Platino.
Luego en 1989 presenta su espectáculo "Las Cosas que he visto" en el Centro de Bellas Artes Luis A. Ferré (CBA) en Santurce, Puerto Rico. En el concierto interpreta la canción escrita por Eros Ramazzotti - "Las Cosas Que He Visto".
Los éxitos contenidos en el disco Vivencias, triple disco de oro y platino en Estados Unidos y Puerto Rico fueron grabados en una edición especial en video (VHS - 1989). Estos temas fueron presentados por CBS a color/ Tiempo aprox: 45 min e incluyó los 10 temas de la producción.
En 1990 su disco Portfolio con colaboraciones de Pablo Manavello y Ricardo Montaner, la llevan al Madison Square Garden de Nueva York y en Puerto Rico establece el primer récord de ventas por 7 funciones vendidas (seguidas) en El Centro de Bellas Artes.
En 1992 con su disco Cara de ángel realizó una serie de conciertos en el Centro de Bellas Artes Luis A. Ferré (CBA) en Santurce, Puerto Rico en el cual logró romper su propio récord y vender a capacidad 12 funciones, estableciendo "récord" de asistencia en la más importante sala de festivales de Puerto Rico.
Ese mismo año realizó su primera grabación navideña Mi Mejor Regalo bajo el sello "WEA latina", realizando excelentes interpretaciones de: "Los Reyes No Llegaron", "Triste Navidad" y "El Buen Yaucano".
En 1994 regresa con el disco Fiebre de Luna. Para el lanzamiento del disco en febrero, Yolandita escogió El Castillo Serralles, en Ponce, Puerto Rico como plataforma de lanzamiento, presentando los temas de su nueva producción. Luego de meses de promoción y de éxitos como: "A pesar del Tiempo", "Cómo Puedes" y "Me Sorprendió la Luna" se presenta en el mes de julio en el Centro de Bellas Artes de Santurce Luis A. Ferré (CBA), realizando exitosas funciones.
El 4 de septiembre de 1994, se presentó en el Estadio Hiram Bithron en Puerto Rico junto a Ricardo Montaner en el Suceso II. Con el Suceso ambos artistas presentaron tres conciertos el mismo día en diferentes ciudades de la isla: Mayagüez, Ponce y San Juan, estableciendo un récord en el libro de Guiness al presentarse en tres diferentes ciudades el mismo día.
En 1996, se convirtió en la primera Mujer Latina en ser seleccionada por la marca Pepe Jeans London para promocionar la línea de ropa en Latinoamérica. Durante este año, Yolandita grabó la novela La viuda de Blanco en Colombia y lanzó al mercado el disco Yolandita.
Su CD Demasiado Fuerte (2007) bajo la firma Univision Music, marcó el regreso de Yolandita a los escenarios, estrenó en la posición # 1 y la prensa ha catalogado su regreso como "El Regreso de la Década".  Yolandita regresó al Centro de Bellas Artes en cuatro funciones llenas.
El 25 de noviembre de 2008 salió al mercado su nuevo éxito, Mala, que logró Disco de Oro en la preventa y en el cual la Diva de Puerto Rico sigue llevando en promoción a Estados Unidos y Latinoamérica.
En 2010 Yolandita se presentó en el Coliseo de Puerto Rico José Miguel Agrelot en sus 20 Años de Vivencias, celebrando todos sus éxitos.  Posteriormente, en 2011 se presentó en el Centro de Bellas Artes en un concierto único con la Orquesta Filarmónica de Puerto Rico.
Luego de cuatro años sin grabar material discográfico, Yolandita regresa con el álbum Más Para Dar, cuyo lanzamiento en Puerto Rico fue el 13 de noviembre de 2012 en formato de disco compacto y digital en iTunes.  El primer sencillo en promoción en la radio es Verás Dolor, una balada pop como nos tiene acostumbrados. Yolandita escribió las diez canciones que componen el álbum y fue producido nuevamente por José Luis Pagán, estableciendo así la tercera colaboración consecutiva con la cantante.  Este álbum fue su primer lanzamiento independiente y el retorno como compositora luego de más veinticinco años sin escribir canciones. Su última composición fue la traducción al español de su tema Ahora, Ahora en 1987.
El 20 de septiembre de 2015, regresó a los escenarios con el recital 'Latidos de mi Corazón' en el Coliseo de Puerto Rico, en un tributo a su fallecido esposo Carlos 'Topy' Mamery. Interpretó parte de su repertorio, canciones de otros artistas y el sencillo "Sin Ti". Sus hijos Paola e Imanol la acompañaron en dos canciones junto con parte de la familia Mamery-Monge.
Ha participado en numerosas telenovelas en Puerto Rico y en el exterior. En 1986 participó en la telenovela Escándalo que protagonizaron Andrés García, Iris Chacón y Charytín. Igualmente actuó en La Mentira, Poquita Cosa, Vida y El ángel del Barrio. Protagonizó su propia telenovela, Ave de Paso.
Debutó en teatro en 1991 en el Centro de Bellas Artes Luis A. Ferré, San Juan, Puerto Rico con la obra La visita de la bestia. Y al concluir la década de 1990 protagonizó una miniserie basada en la vida de la compañera del desaparecido prófugo Toño Bicicleta. Yolandita Monge fue distinguida en 1996 por el Senado de Puerto Rico por su trayectoria artística. De la misma manera, la artista aparece en el libro de récords de Guiness por los tres espectáculos que ofreció durante un mismo día en tres ciudades de Puerto Rico.
Estuvo casada con el productor Carlos "Topy" Mamery, fallecido el 2 de diciembre de 2014, de un infarto masivo en su domicilio de Puerto Rico.

## Discografía
| Año  | Título del álbum                                    | Discográfica             | Notas                             |
| 1969 | Puerto Rico's Poignant... Powerful... Incomparable… | Patty                    |                                   |
| 1970 | A star Is Shining                                   | Patty                    |                                   |
| 1971 | Recuérdame                                          | Patty                    |                                   |
| 1972 | La Personalidad                                     | Patty                    |                                   |
| 1973 | Yo soy                                              | Audiovox                 |                                   |
| 1974 | Con Todo Mi Amor                                    | Teca                     |                                   |
| 1974 | Parece Fantasía                                     | Teca                     |                                   |
| 1975 | Floreciendo!                                        | Coco                     | Oro                               |
| 1976 | Reflexiones                                         | Coco                     |                                   |
| 1977 | Soy Ante Todo Mujer                                 | Coco                     |                                   |
| 1978 | En Su Intimidad                                     | Coco                     |                                   |
| 1979 | Estilo y Personalidad                               | Discofono                |                                   |
| 1980 | Fantasía                                            | Discos CBS International | Oro                               |
| 1981 | Historia de amour                                   | Discos CBS International | Oro                               |
| 1983 | Sueños                                              | Discos CBS International | Oro                               |
| 1985 | Luz de luna                                         | Discos CBS International | Oro                               |
| 1986 | Mis canciones preferidas                            | Discos CBS International |                                   |
| 1987 | Laberinto de amor                                   | Discos CBS International | Oro, Doble Platino                |
| 1988 | Vivencias                                           | Discos CBS International | Oro, Platino, Doble Platino       |
| 1988 | Nunca Te Diré Adiós: En Concierto                   | Discos CBS International |                                   |
| 1990 | Portfolio                                           | Discos CBS International | Oro                               |
| 1991 | Limited Edition                                     | Sony Discos              |                                   |
| 1991 | Mis Canciones Preferidas 2                          | Sony Discos              |                                   |
| 1992 | Cara de ángel                                       | WEA Latina               | Oro, Platino, Disco Doble Platino |
| 1992 | Mi mejor regalo                                     | WEA Latina               |                                   |
| 1994 | Fiebre de luna                                      | WEA Latina               | Oro                               |
| 1995 | Yolandita                                           | WEA Latina               | Oro                               |
| 1997 | Mi encuentro                                        | WEA Latina               | Oro                               |
| 1999 | Siento                                              | BMG U.S. Latin           | Oro                               |
| 2000 | Yolandita En Vivo                                   | BMG                      | Oro                               |
| 2000 | Yolandita                                           | Z Records - España       |                                   |
| 2002 | Sexto sentido                                       | WEA Latina               | Oro                               |
| 2007 | Demasiado fuerte                                    | Univision Music          | Billboard Latin Pop Album - #1    |
| 2008 | Mala                                                | Universal Music Latino   | Billboard Latin Pop Album - #2    |
| 2012 | Más para dar                                        | Roma                     | Oro                               |